# Austin Aries
Dan Solwold (* 15. April 1978 in Milwaukee, Wisconsin), besser bekannt unter seinem Ringnamen Austin Aries, ist ein US-amerikanischer Wrestler, der zuletzt bei WWE tätig war.
Er ist zweimaliger Champion der ROH World Championship und Sieger der TNA World Heavyweight Championship.

## Leben
Daniel Sowold wuchs mit drei jüngeren Geschwistern in einem Mittelklasse Haus in Waukesha, Wisconsin auf. Während seiner Schulzeit war er im Football-Team, spielte Basketball und betrieb Wrestling. Sowold war Center Field Pitcher und hat durch sein Football-Engagement mehrere Stipendien erhalten. Anschließend studierte er Kommunikation an der Winona State University in Winona, Minnesota. Jedoch änderte er dies und studierte dann Psychologie. Während dieser Zeit arbeitete er als Kellner in einer Bar. Er studierte mehrere Jahre, und gründete zwischenzeitlich eine Band Namens „Zeno’s Revenge“. Jedoch beschloss Sowold dann, dass er lieber professioneller Wrestler werden wollte. Er ist strikter Vegetarier und gibt des Öfteren auch Tipps und Tricks rund um das Vegetarier-Sein auf seiner Website. Sein Wrestler-Name setzt sich aus seinem Sternzeichen (Aries) und seinem Lieblings-Wrestler aus seiner Kindheit (Austin Idol) zusammen. Er hat außerdem das Symbol des Sternzeichen Aries auf seinem Arm tätowiert. Momentan ist er mit der Wrestlerin Lacey zusammen.

## Wrestling-Karriere

### Independent (2000–2004)
Erstmal trainierte Solwold im Jahre 2000 bei den beiden Trainern Eddie Sharkey und Terry Fox und gab sein Debüt im November desselben Jahres. Solwold war zuerst ausschließlich im Westen der Staaten aktiv, trat jedoch später auch im Osten an.

### Ring of Honor (2004–2005)
Seinen ersten großen Kampf hatte er gegen Christopher Daniels. Daniels merkte in diesem Kampf das Potential von Solwold und legte ein gutes Wort für ihn bei seiner „Heimliga“ Ring of Honor ein, welche Solwold das erste Mal Reborn Stage 2 in Chicago Ridge, Illinois am 24. April 2004 in einen Ring stiegen ließ. Von dort an trat Solwold unter dem Namen Austin Aries an, da sich der Name Dan Sexton weitaus weniger gut vermarkten ließ. Im Laufe des Jahres entwickelte sich eine Gruppierung aus Alex Shelley, Roderick Strong, Jack Evans und Solwold, welche sich Generation Next nannte. Der Hintergrund dieser Idee war, dass man die 4 jungen Wrestler zusammen an die Spitze der Liga führen wollte.
Ende 2004 konnte Solwold bei der Veranstaltung Final Battle seinen bis dato größten Erfolg erzielen und gewann den Ring of Honor World Championship gegen Samoa Joe. Nach 6 Monaten ohne Titelverlust hat er den Titel an CM Punk verloren. Danach wurde er Chef Coach der Ring of Honor Wrestling Schule und übernahm dieses Amt vom genannten CM Punk. Die Gruppe Generation Next löste sich Mitte 2006 auf, anschließend bildete Solwold jedoch weiterhin ein Tag-Team mit Roderick Strong. Zusammen wurden beide Ring of Honor Tag-Team Champions. Den Titel verloren die beiden an die Kings of Wrestling Chris Hero und Claudio Castagnoli. Anfang 2007 attackierte Roderick Strong jedoch Solwold und trennte sich von ihm um zusammen mit Davey Richards und Rocky Romero ein eigenes Team aufzubauen.

### Ring of Honor / Total Nonstop Action Wrestling (2005–2007)
Während seines Engagements bei Ring of Honor wurde die Liga Total Nonstop Action Wrestling auf ihn aufmerksam. Solwold hatte erneut einen Kampf gegen Christopher Daniels und wurde nach guter Leistung wenig später unter Vertrag genommen. Bei TNA wurde die Generation Next in einer etwas anderen Besetzung wiederbelebt (Solwold, Roderick Strong und Alex Shelley), jedoch war die Gruppierung weniger erfolgreich als zuvor bei Ring of Honor. Anfang Februar 2006 wurden Strong und Solwold für zwei Monate suspendiert, nachdem sie für einen Pay per View 4 Stunden zu spät eingetroffen waren, wobei sie immer noch vor dem Match gegen ihre Gegner The Naturals vor Ort waren. Diese Situation entstand, da die beiden noch länger bei einer RoH Show bleiben wollten und so ihren Flieger verpassten.

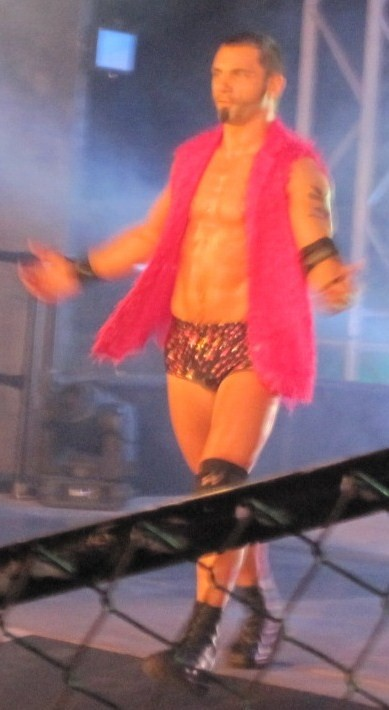
Solwold bei seinem Comeback für TNA

Aufgrund einiger Vorfälle hatte sich Roderick Strong dazu entschlossen TNA zu verlassen und so musste man Solwold als Single-Wrestler antreten lassen. Man wollte Solwold ein neues Gimmick geben. Dieses umwarb man im Vorfeld zu Bound for Glory 06 mit dem Slogan A Starr is Born. Aus Austin Aries wurde nun Austin Starr. Solwold konnte seinen ersten Auftritt als Austin Starr im „Kevin Nash Open Invitational X Division Gauntlet Battle Royal“ gewinnen. Mit diesem Gimmick Wechsel musste Solwold das erste Mal in seiner Karriere einen Heel verkörpern. Nachdem im Frühjahr 2007 Bob Backlund zu TNA gekommen und dort aufgetreten war, wollte man Solwold und Backlund eine Fehde starten lassen. So „sorgte“ Backlund dafür, dass Starr die „Paparazzi Championship Series“ verlor. Senshi stellte sich auf die Seite von Backlund und so gab es ein Match zwischen ihm und Solwold, jedoch wurde diese Fehde abgebrochen. Gleichzeitig war Solwold an den Wochenenden auch noch für Ring of Honor aktiv.
Da Ring of Honor jedoch ankündigte ab Mitte 2007 Pay-per-Views zu produzieren verbot TNA Solwold in Zukunft bei RoH aufzutreten. Allerdings war Daniel Solwold zu der Zeit auf Grund von einem unangemessenen Backstageverhalten von TNA suspendiert und konnte entsprechend nirgends antreten.

### Ring of Honor (2007–2010)
Jedoch ist er am Wochenende des 22. Junis bei zwei Ring of Honor Shows aufgetreten und hat im Ring einen Vertrag mit ROH unterschrieben. Auf der offiziellen Homepage von Ring of Honor wurde nun jedoch angekündigt, dass Solwold ab Anfang August wieder für Ring of Honor antreten werden wird.
Beim ROH-Event „Manhattan Mayhem III“ am 13. Juni 2009 forderte Solwold zusammen mit Tyler Black den amtierenden ROH World Champion Jerry Lynn in einem Three Way Elimination Match um seinen Titel heraus. Im Match konnte zunächst Tyler Black den Champion pinnen, wurde selbst aber letztendlich von Aries besiegt, der somit zum ersten zweifachen World Champion von Ring of Honor wurde. Am 13. Februar 2010 verlor er den Titel an Tyler Black. Im Oktober 2010 verließ er Ring of Honor.

### Dragon Gate USA / Evolve (2010–2011)
Ab dem 29. Oktober 2010 trat Solwold für die Promotions Dragon Gate USA und Evolve auf. Am 9. Juni 2011 wurde bekannt, dass er beide Organisationen wieder verlassen hat.

### Total Nonstop Action Wrestling (2011–2016)
Bei den Impact Wrestling-Tapings am 13. Juni 2011 gab Solwold sein Comeback für TNA. Am 10. Juli 2011 bei Destination X gewann er in einem Match gegen weitere, ehemalige TNA-Wrestler einen neuen Vertrag bei der Promotion. Bei No Surrender am 11. September 2011 gewann Solwold von Brian Kendrick zum ersten Mal die TNA X Division Championship.
Am 5. Juli 2012 bei Impact Wrestling gab er den Titel für eine Chance auf die TNA World Heavyweight Championship bei Destination X gegen Bobby Roode auf, da General Manager Hulk Hogan keinen Titelträger für zwei Gewichtsklassen wollte. Dies war die bis dato längste Titelregentschaft für die TNA X Division Championship. Bei Destination X am 8. Juli 2012 gewann Solwold daraufhin zum ersten Mal die TNA World Heavyweight Championship. Den Titel verlor er wieder bei Bound For Glory am 14. Oktober 2012 an Jeff Hardy.
Bei den Impact Wrestling-Aufzeichnungen vom 25. Januar 2013 gewann er mit Bobby Roode zum ersten Mal die TNA World Tag Team Championship, die sie aber am 11. April 2013 an selbige wieder abgeben mussten. Solwold gewann am 20. Juni 2013 zum zweiten Mal die TNA X Division Championship, nachdem er den bisherigen Titelträger Chris Sabin und Kenny King besiegt hatte. Zuvor attackierte er Suicide und nahm in dessen Gimmick am Titelmatch teil. Bereits neun Tage später gab er den Titel wieder an Sabin ab. Am 23. November 2013 besiegte er Chris Sabin und gewann zum dritten Mal die TNA X Division Championship. Den Titel verlor er 12 Tage später wieder an Chris Sabin. Den Titel holte er sich von Chris Sabin am 16. Januar 2014 wieder zurück. Am 2. März 2014 verlor er den Titel bei einer gemeinsamen Show von TNA und WRESTLE-1 an Seiya Sanada. Am 20. Juni 2014 holte er sich den Titel von Sanada wieder zurück. Fünf Tage später löste er zum zweiten Mal die Option C ein und gab er den Titel wieder ab, um bei Destination X eine Chance auf die TNA World Heavyweight Championship von Lashley zu bekommen. Er verlor allerdings gegen Lashley bei Destination X und konnte den Titel nicht gewinnen. Am 7. Januar 2015 gewann er von Low Ki die TNA X Division Championship und gewann somit auch zum sechsten diesen Titel. Einen Tag später verlor er den Titel wieder an Low Ki.
Am 30. Juni 2015 lief sein Vertrag, den er nicht verlängerte, aus und verließ die TNA.

### World Wrestling Entertainment

#### NXT (2016–2017)

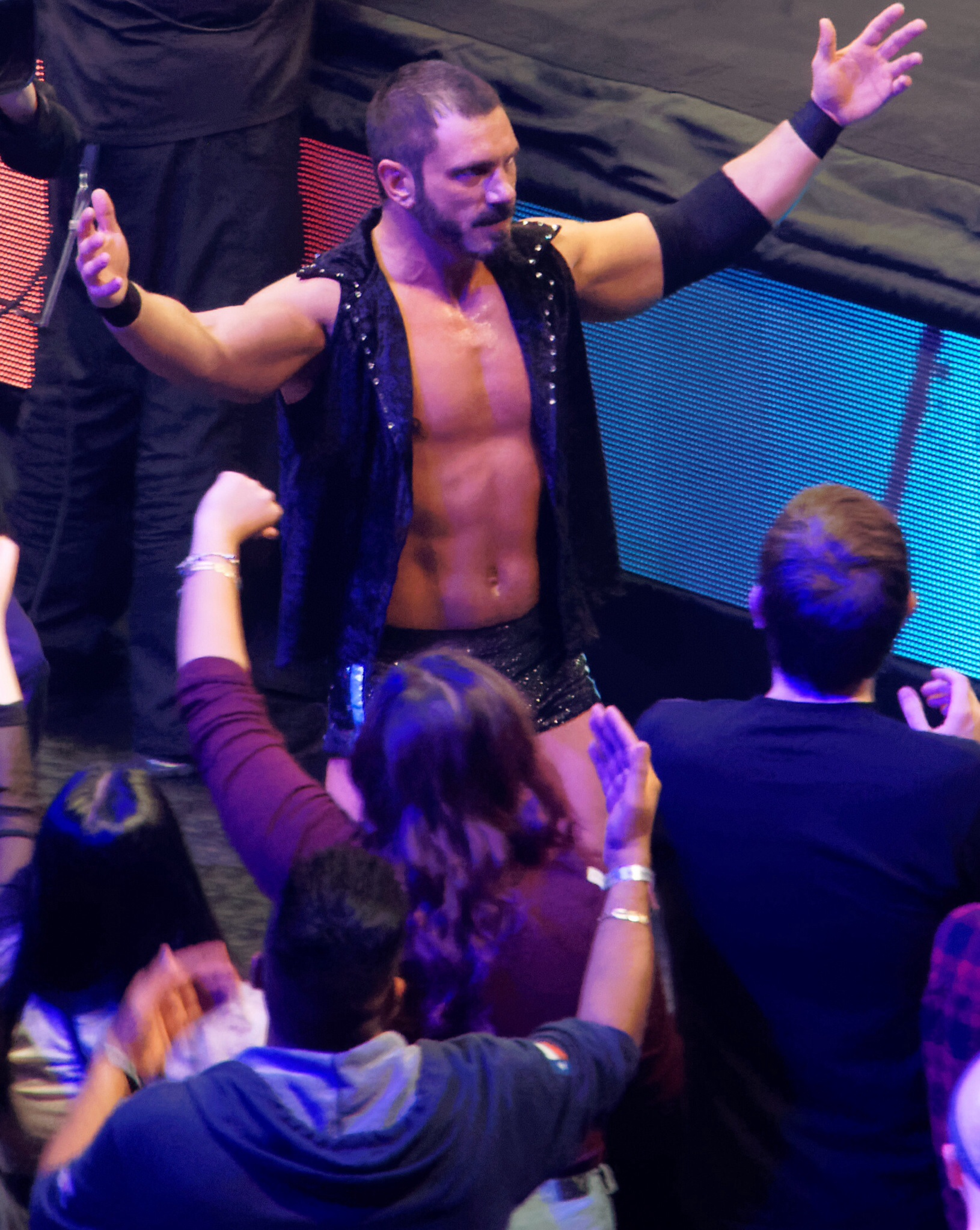
Austin Aries bei NXT.

Am 22. Januar 2016 debütierte er bei der NXT-Ausgabe für die WWE. In derselben Ausgabe wurde er vom NXT-General-Manager William Regal angekündigt. Während Aries sich auf den Weg zum Ring machte, wurde er von Baron Corbin angegriffen. Danach begann eine Fehde gegen Baron Corbin, die am 1. April 2016 endete, nachdem er sich gegen Baron Corbin bei WWE NXT TakeOver: Dallas in einem Match hatte durchsetzen und ihn besiegen können.
Danach folgten Fehden gegen Shinsuke Nakamura, gegen den er bei NXT TakeOver: The End am 8. Juni 2016 verlor, und gegen No Way Jose, den er am 20. August 2016 bei  NXT TakeOver: Brooklyn II besiegte.
Er nahm mit Roderick Strong, seinem ehemaligen Tag Team-Partner aus Ring of Honor, an der Dusty Rhodes Tag Team Classic 2016 teil. In der ersten Runde besiegten sie Otis Dozovic und Tucker Knight. Am 26. Oktober 2016 verletzte er sich bei einer NXT-Houseshow und fiel verletzt aus. Durch die Verletzung, die er sich zugezogen hatte, war es ihm nicht mehr möglich die Dusty Rhodes Tag Team Classic 2016 fortzusetzen. Sein Tag Team-Partner schied in der folgenden Runde gegen TM-61 aus.

#### Main Roster (2017)
Nachdem er sich bei einer NXT-Houseshow eine Verletzung zuzog, wurde er als Kommentator bei 205 Live, Main Event und den Cruiserweight-Matches bei Raw eingesetzt.
Am 6. März 2017 bei Raw feierte er seine offizielle Rückkehr im Ring, nachdem er den WWE Cruiserweight Champion Neville interviewte und anschließend attackierte.
Am 7. März 2017 bestritt er bei 205 Live sein erstes Match nach seiner Verletzung, sowie auch sein erstes Match im Main Roster, welches er gegen Tony Nese gewann. Am 7. Juli 2017 gab WWE die Entlassung von Aries bekannt.

## Wrestling-Stil

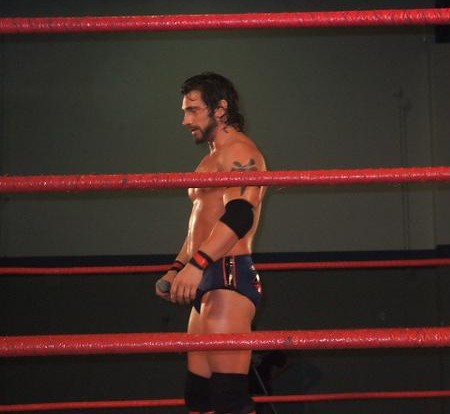
Solwold im Ring (2006)

Daniel Solwold zeichnet sich durch seinen aggressiven und komplexen Stil aus. Im Ring hat er verschiedene Aktionen, um den Gegner in jeder Position zu attackieren. Solwold ist eigentlich ein Techniker und einer der versiertesten amerikanischen Wrestler, wenn es darum geht, ein technisch ansehnliches Match zu gestalten.

## Titel
National Wrestling Alliance
- 1× NWA Midwest X Division Championship

Ring of Honor
- 2× ROH World Champion
- 1× ROH World Tag Team Champion (mit Roderick Strong)

Total Nonstop Action Wrestling
- 1× TNA World Heavyweight Champion
- 6× TNA X Division Champion
- 1× TNA World Tag Team Champion (mit Bobby Roode)

2x Impact world Champion